# Cistre
El cistre és un instrument de corda pinçada en forma de pera, que esdevingué molt popular arreu d'Europa durant els segles xvi i xvii. Té les cordes metàl·liques i habitualment es tocava amb un plectre.

## Estructura
La caixa de ressonància del cistre, vista frontalment, té forma de pera. Ara bé, té molt poca fondària (menys que la de la guitarra o la del llaüt, que n'és contemporani) i en molts casos és lleugerament decreixent, de manera que, vista de perfil, pot tenir forma de falca. En aquests casos, per tant, la tapa harmònica és una mica més grossa que la part del darrere.
El cistre pot ser de quatre, cinc o sis ordres, alguns dels quals dobles. Les cordes, tensades des d'un claviller gairebé pla, reposen en un pont mòbil i se subjecten, per l'altre extrem, a un cordal a la part inferior de la caixa de ressonància. El fet que el pont se subjecti només per la pressió de les cordes fa que en molts cistres s'hagi perdut i que els que hi trobem siguin reconstruccions.
En el cistre, igual que en altres instruments de corda pinçada com la guitarra, el batedor es prolonga més enllà del final del mànec, per sobre de la tapa harmònica, la qual cosa permet a l'intèrpret fer moviments ràpids cap a les notes més agudes amb el polze esquerre. La roseta molt sovint està treballada amb ornamentacions de marqueteria o de pergamí; a diferència del llaüt, no està tallada directament sobre la tapa harmònica sinó col·locada dins la boca.

El claviller està inclinat lleugerament cap endarrere i, en els cistres antics, acostuma a estar decorat amb un cap o un tors de dona projectat cap endavant. Per la part de darrere, en canvi, el claviller té una protuberància en forma de ganxo, que permet agafar l'instrument i que n'és un dels elements més característics.

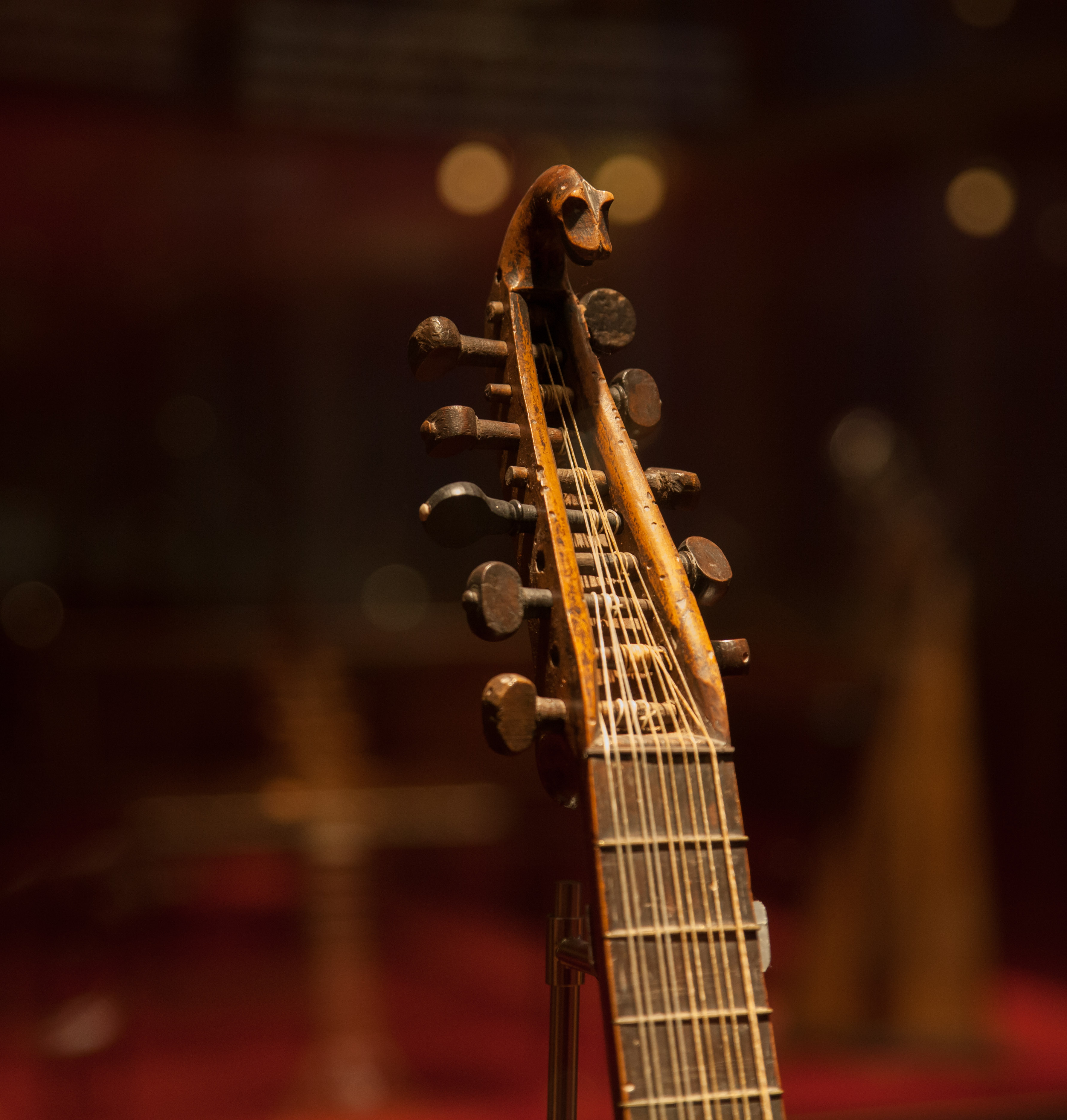
Detall del cap del cistre, s. XVI, MDMB 331, al Museu de la Música de Barcelona

Un altre dels trets més distintius del cistre és que al punt on el mànec i els costats de la caixa de ressonància s'uneixen acostuma a haver-hi unes prominències sense funció específica aparent, merament ornamentals.

## Història

### Evolució fins al 1500

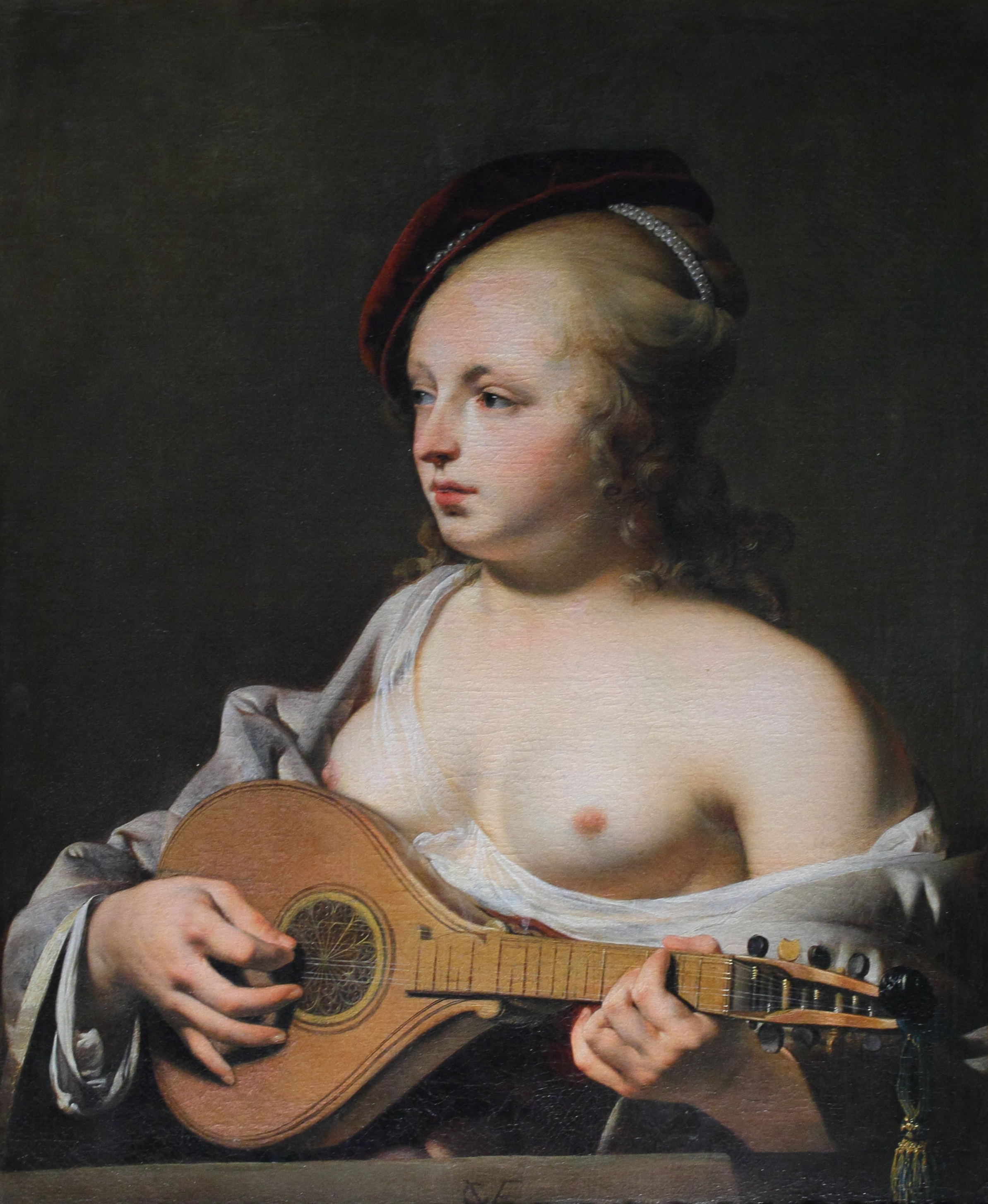
Joueuse de cistre, de Caesar van Everdingen (1616/17 - 1678). S'hi poden observar les volutes al punt d'unió entre el mànec i la caixa de ressonància.

Es poden observar volutes ornamentals en el punt d'unió entre la caixa de ressonància i el mànec en cistres d'èpoques diferents. Això ha permès traçar una història evolutiva de l'instrument. Segons algunes teories, el cistre prové de la kithara (en grec κιθάρα, kithāra, en llatí cithara), un instrument també de corda pinçada de la família de la lira; no tenia batedor, però els extrems superiors, que aguantaven un jou al qual se subjectaven les cordes, tenien forma d'ales. Segons aquestes teories, s'haurien afegit a aquest instrument un batedor i un mànec, de tal manera que les "ales" haurien esdevingut inútils. Progressivament, s'haurien anat reduint i s'haurien acabat convertint en les volutes que trobem en els cistres del segle xvi i posteriors.
No obstant això, d'altres teories afirmen que el cistre és un derivat de la fídula de l'edat mitjana, que era de corda fregada. I d'altres, en canvi, creuen que el cistre va ser una re-invenció deliberada d'un instrument "antic", duta a terme durant el Renaixement.

### Afinació i evolució a partir del 1500
Hi ha molta informació sobre el cistre i moltes partitures publicades a partir de principis del segle xvi, la qual cosa demostra que era un instrument molt popular. Tot i així, no va tenir un únic model estàndard. L'afinació va variar segons la zona geogràfica i el moment històric. Les següents en són alguns exemples:

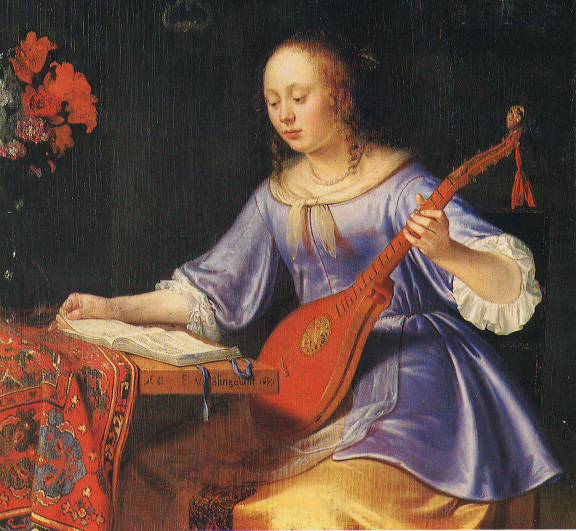
Dona tocant el cistre (1677), de Pieter Cornelisz van Slingelandt.

- A Itàlia, Giovanni Maria Lanfranco va establir el 1533 la següent afinació per a un cistre de sis ordres: e'-d'd'-g'g-b-c'-a.

- A França i l'Europa del Nord, en canvi, el cistre es va fixar com un instrument de quatre ordres, i Adrian Le Roy i Robert Ballard en van establir la següent afinació: e'e'-d'd'-g'g'g-a'a'a.
- Més tard, el 1574, altre cop a Itàlia, Paolo Virchi, al seu llibre Il primo libro di tabolatura di citthara, va determinar la següent afinació per a un cistre de sis ordres dobles, afinats a l'unisò: e'-d'-g-b-f-d.

Precisament la publicació d'aquest llibre va suposar un punt d'inflexió en la història del cistre. Per primera vegada, Virchi exigia que la interpretació del cistre fos virtuosa; tenia la clara intenció de millorar-lo i convertir-lo en un instrument refinat, igual que altres instruments de l'època com el llaüt i el clavicèmbal. Si els primers cistres del Renaixement estaven construïts d'una sola peça de fusta, a partir de la publicació d'Il primo libro es van començar a fer de peces separades; també va canviar la forma del cordal. Fou precisament el pare de Paolo Virchi, Girolamo, un dels lutiers més importants del segle xvi, qui va dissenyar aquest nou model de cistre. Un dels cistres que va construir va ser un regal per a l'Arxiduc Ferran II del Tirol.

## Arxicistre

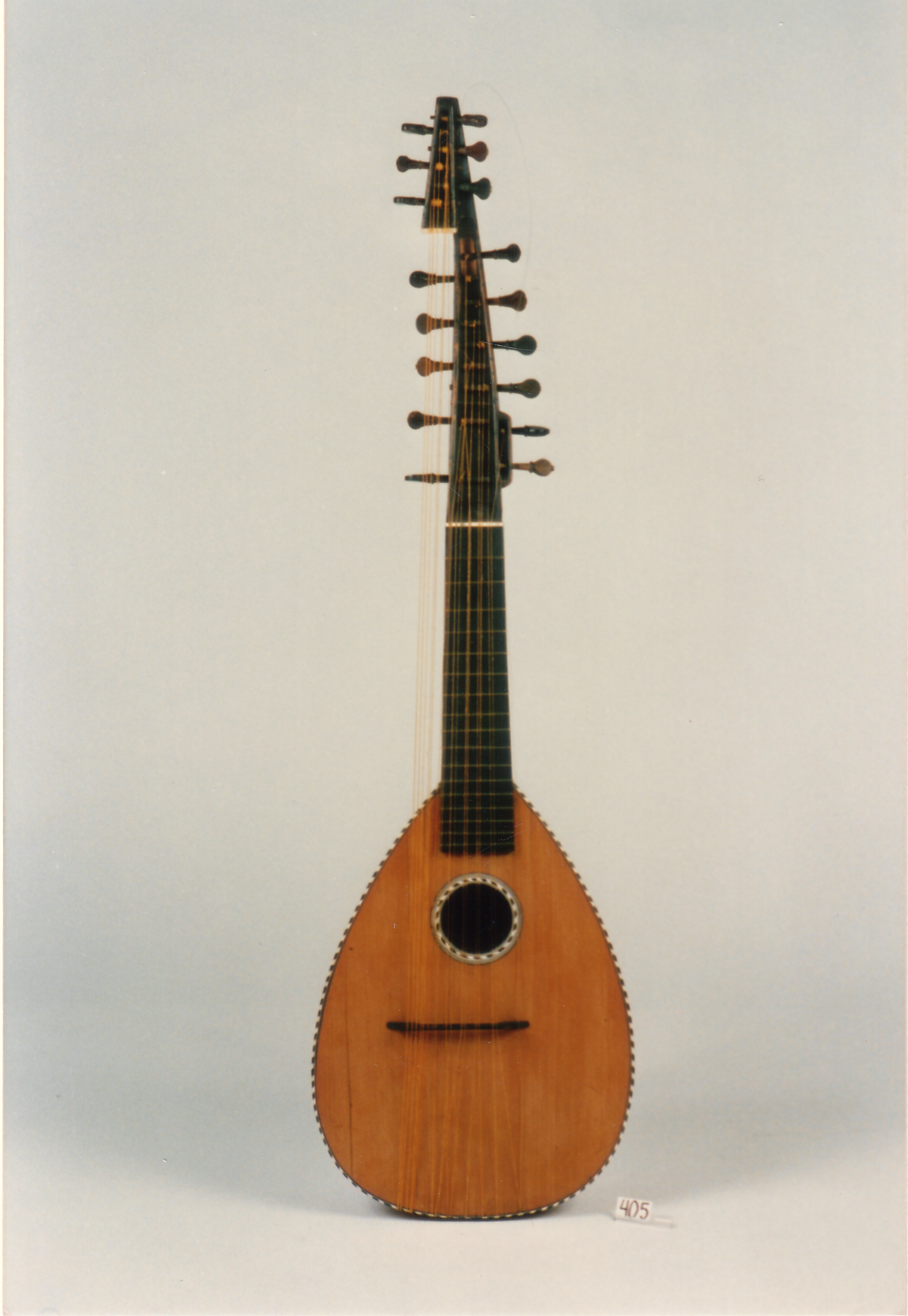
Arxicistre del Museu de la Música de Barcelona, Laurent, Louis-Sigismond, 1774 - 1789, MDMB 405

Consisteix en un cistre de la família dels arxillaüts, amb un claviller doble, com la tiorba.

## Galeria

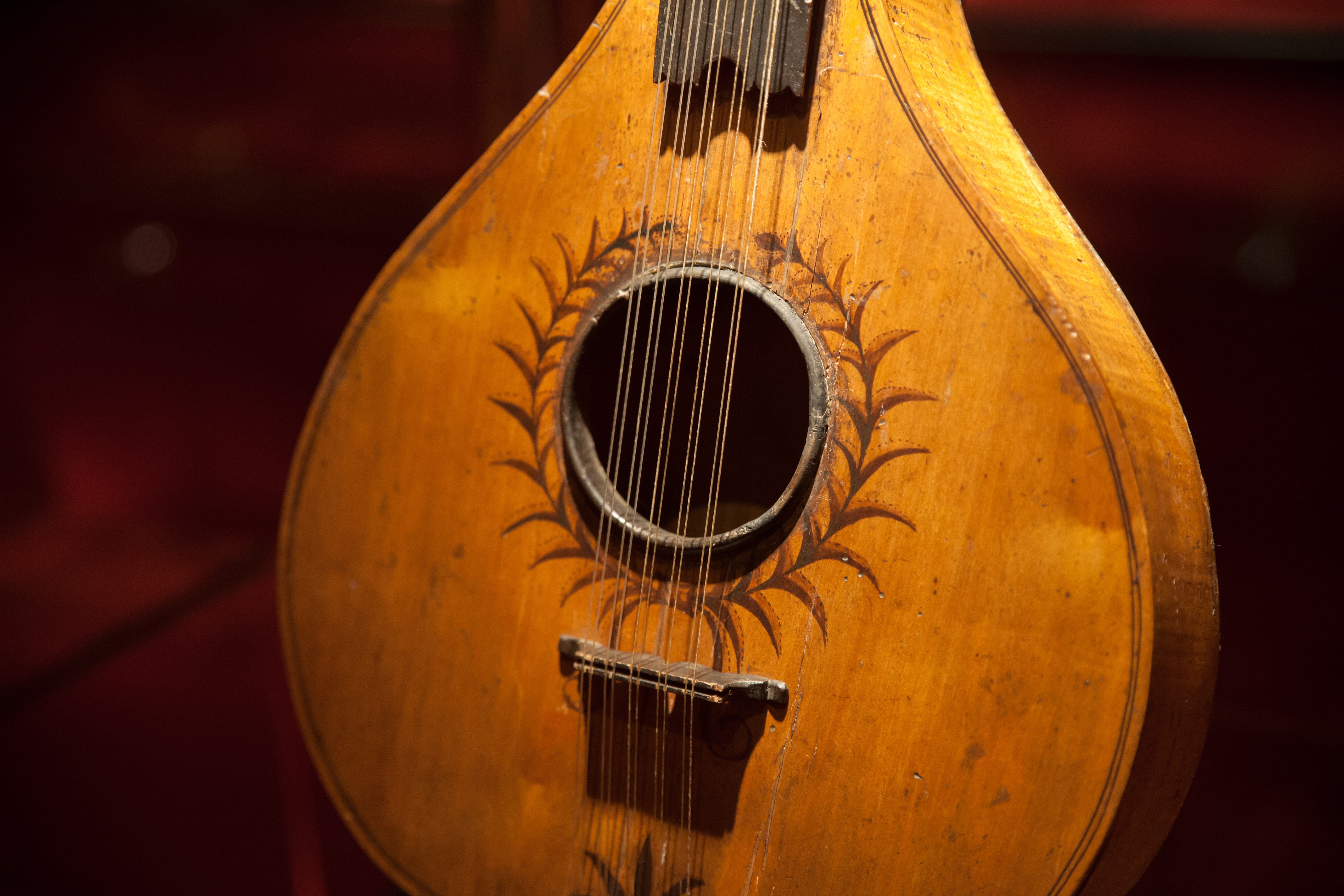
Detall de la taula harmònica, cistre, s. XVI, MDMB 331, al Museu de la Música de Barcelona
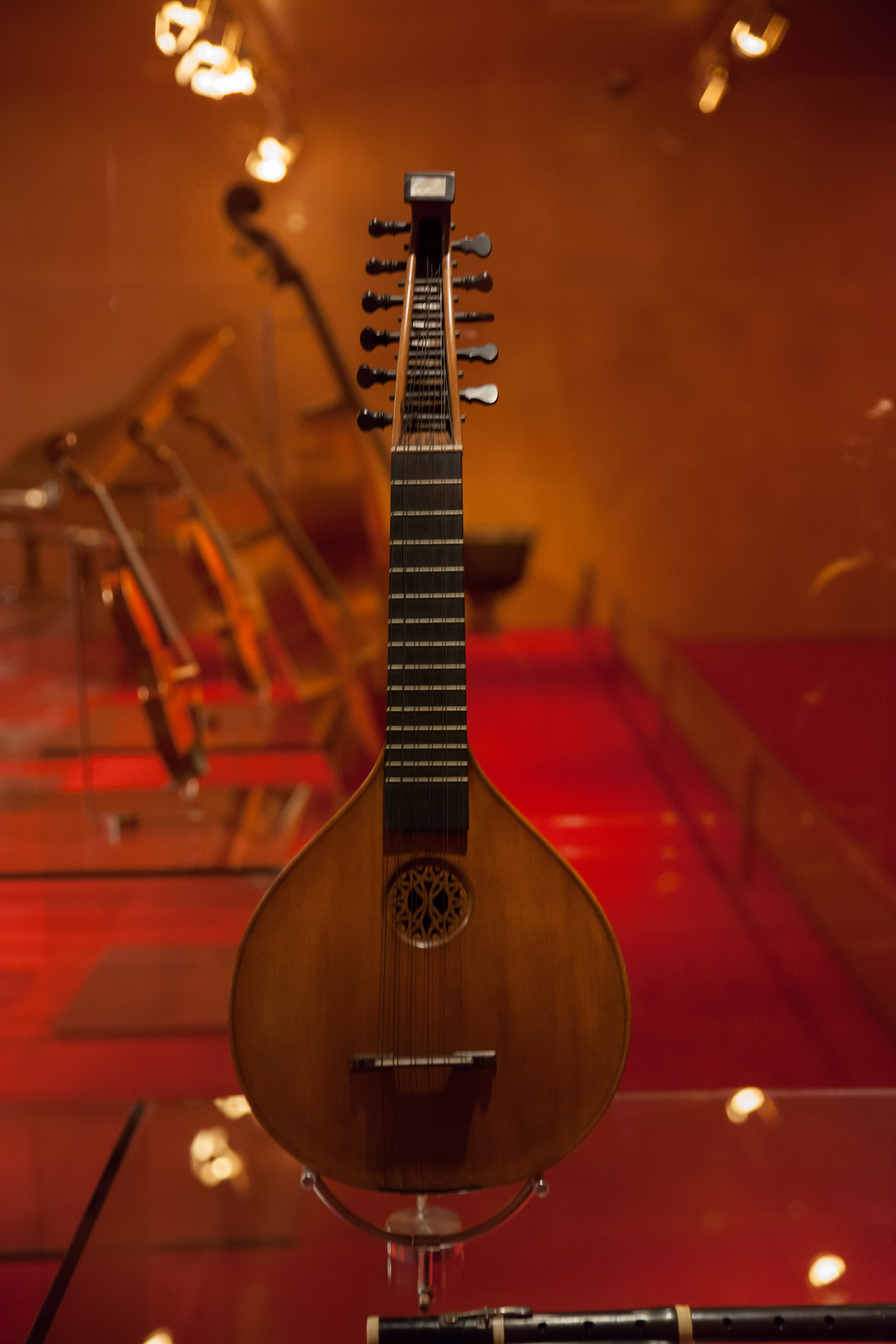
Cistre, 1776, Johannes Theodorus Cuypers, MDMB 459, al Museu de la Música de Barcelona
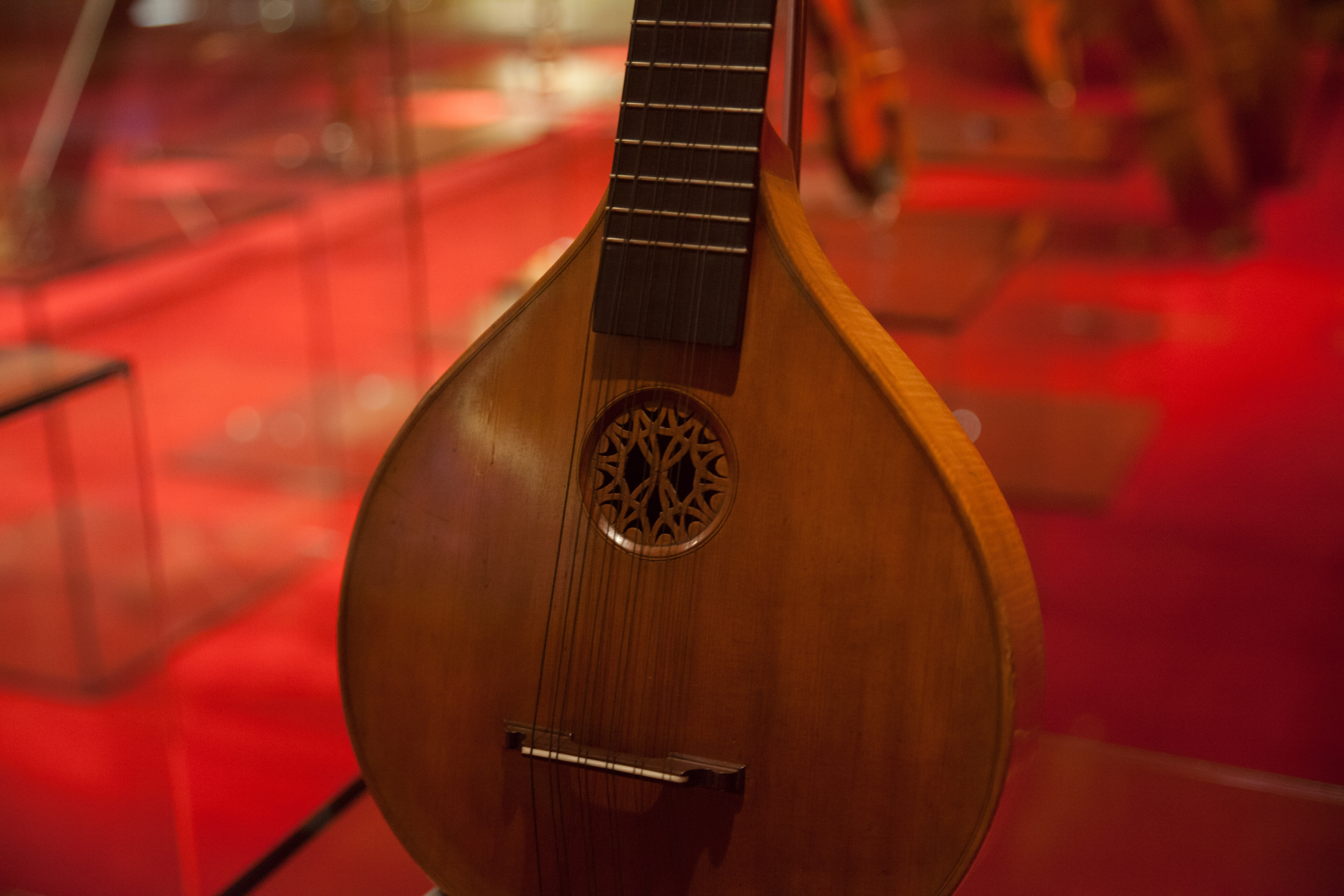
Detall de la taula harmònica de cistre, 1776, Johannes Theodorus Cuypers, MDMB 459, al Museu de la Música de Barcelona
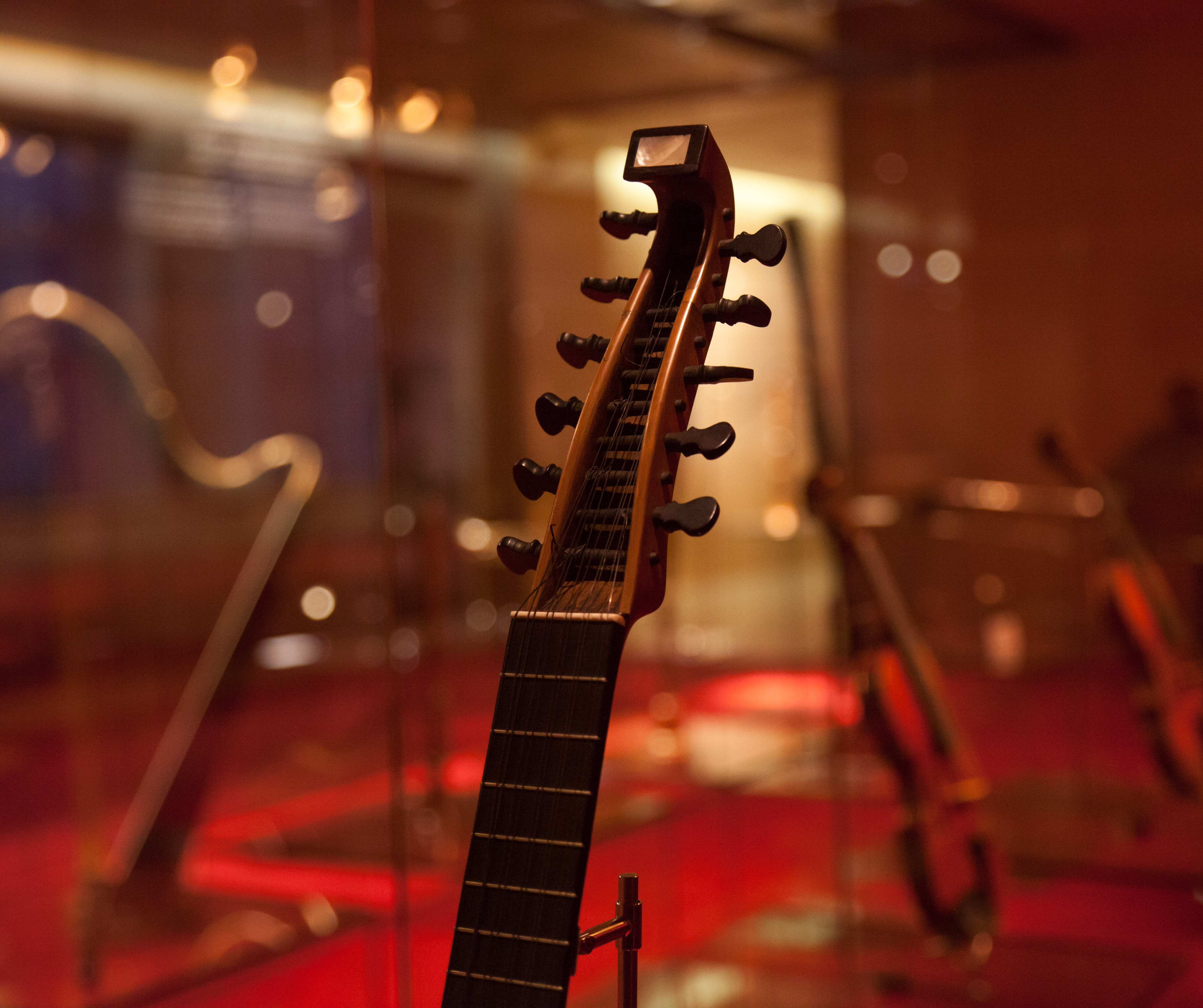
Detall del cap del cistre, 1776, Johannes Theodorus Cuypers, MDMB 459, al Museu de la Música de Barcelona
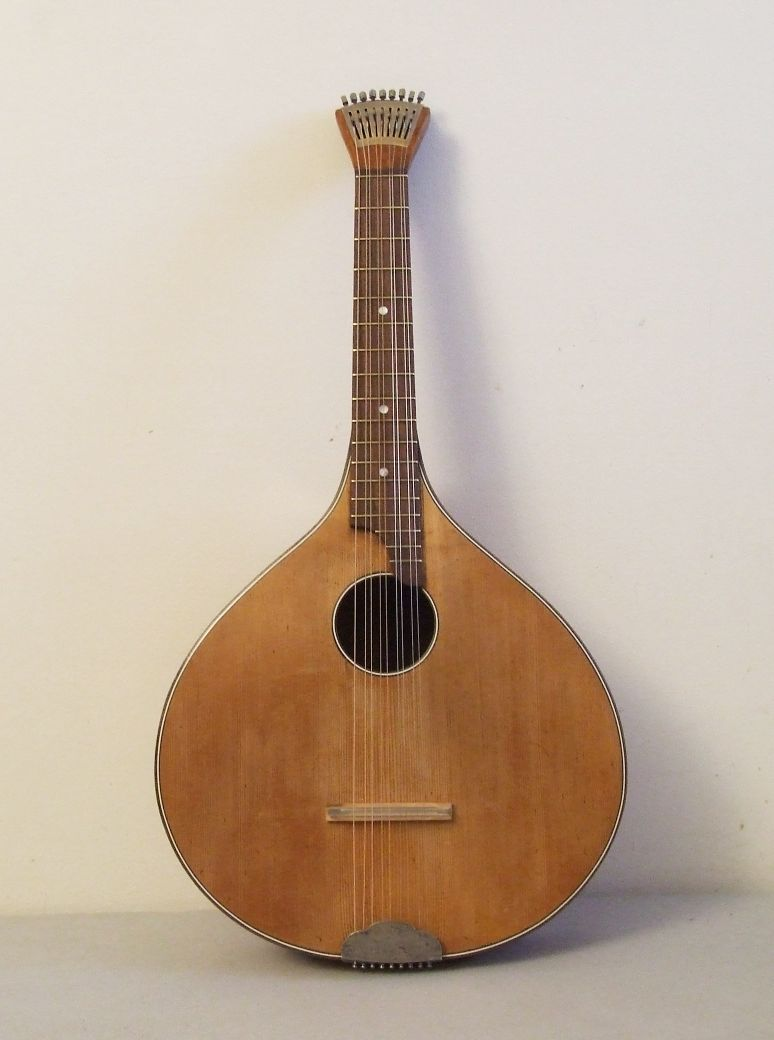
Cistre alemany del segle XX